# Kurt Ortmann
Kurt Ortmann (* 26. März 1931 in Aachen; † 20. August 2010 in Eupen) war ein belgischer Politiker der Christlich Sozialen Partei.

## Leben und Wirken
Bereits als junger Mann schloss sich der ausgebildete und am Collège Patronné tätige Sportlehrer der Christlich Sozialen Partei an. Für diese war er von Januar 1965 bis Dezember 2000 als gewähltes Ratsmitglied im Eupener Stadtrat aktiv. Während dieser Zeit war er von 1977 bis 1994 als Erster Schöffe und damit Stellvertreter des amtierenden Bürgermeisters Alfred Evers sowie zuständig für Finanzen und Kultur. Nach seinem Ausscheiden wurde Ortmann zum Ehrenschöffen Eupens ernannt.
Viermal hatte er die Chance, selbst das Bürgermeisteramt zu erlangen, doch beim ersten Versuch 1965 geriet die CSP in eine parteiinterne Spaltung und Ortmann fand daraufhin keine notwendige Mehrheit, ebenso wie im Jahr 1970, als die CSP selbst nicht die nötigen Stimmen erreichte. Bei den Wahlen 1976 wurde ihm von der Liste der „Stadtinteressen“ sowie 1982 von der Partei der deutschsprachigen Belgier das Bürgermeisteramt zwar angeboten, was Ortmann jedoch aus Loyalität zur CSP mit Überzeugung ablehnte.
Nachdem infolge der Ersten Staatsreform Belgiens im Jahr 1973 der Rat der deutschen Kulturgemeinschaft (RdK) gegründet worden war, gehörte Ortmann zu den Delegierten der ersten RdK-Sitzung im Oktober 1973. Im Anschluss an die wenige Monate später erfolgte erste offizielle Wahl des Rats der deutschen Kulturgemeinschaft 1974 errang Ortmann ein gewähltes Mandat und saß bis Ende 1990 in diesem Gremium, das 1984 in „Rat der Deutschsprachigen Gemeinschaft“ (RDG) umbenannt worden war, und leitete dieses von 1986 bis 1990 als Präsident, wobei es sich um das höchste Amt in der Deutschsprachigen Gemeinschaft handelt.
In seiner Zeit als Ratspräsident wurde Ortmann 1988 in Anerkennung seiner Verdienste um die deutsch-belgische Beziehungen mit dem Großen Verdienstkreuz der Bundesrepublik Deutschland ausgezeichnet.
Ortmann war verheiratet mit Elisabeth Margaretha Stadtmüller (1930–2008), mit der er vier Kinder bekam, darunter Karl Joseph (Joky) Ortmann, der sportlich und politisch ähnliche Interessen verfolgt wie sein Vater.

## Mitgliedschaften und Ehrenämter
Sowohl als Politiker als auch als Mensch hat sich Kurt Ortmann auf vielen Feldern des öffentlichen Lebens engagiert. Dabei spielten vor allem seine Beziehungen zur Eupener Sportszene aber auch zu karitativen Institutionen eine besondere Rolle. So war er unter anderem
- seit 1941 Mitglied im Königlichen Tennisclub Eupen (KTC Eupen), dort von 1961 bis 1989 Sportdirektor, von 1989 bis 2002 Vizepräsident und Geschäftsführer, seit 2002 Präsident;
- seit 1959 Mitglied im Königlichen Leichtathletikclub Eupen (L.A.C. Eupen), 1959 Mitbegründer und Einsatz als Trainer, später als Sekretär und von 1970 bis 1971 als Präsident; seit 2009 Ehrenmitglied;[2]
- Mitglied und von 1989 bis 1993 Präsident in der Europäischen Gemeinschaft Historischer Schützen, Sektion 4 (Europese Gemeenschap van Historische Schuttersgilden, EGS)[3]
- von 1989 bis zum Jahr 2000 Mitglied und zuletzt Präsident des Verwaltungsrates des Kabelnetzanbieters Interkomunale Interost;
- von 1991 bis zum Jahr 2000 Vorsitz des Verwaltungsrates der Dienststelle für Personen mit Behinderung;
- Mitglied im kulturellen Komitee der Stadt Eupen (KultKom);